# Standing Next to You
«Standing Next to You» (с англ. — «Стоя рядом с тобой») — песня южнокорейского певца Джонгука, участника бой-бэнда BTS, выпущенная 3 ноября 2023 года лейблом Big Hit Music в качестве третьего сингла из его дебютного студийного альбома Джонгука Golden. Она попала в десятку лучших в США, Индии, Индонезии, Латвии, Литве, Гонконге, Японии, Малайзии, Перу, Филиппинах, Сингапуре, Тайване. В Великобритании эта песня стала четвёртым подряд попаданием Джонгука в десятку лучших в UK Singles Chart. Ремикс с американским певцом Ашером, позже включенный в его девятый студийный альбом Coming Home (2024), был выпущен 1 декабря 2023 года.

## История
15 октября 2023 года песня «Standing Next to You» была объявлена четвёртым треком и следующим синглом из дебютного альбома Джонгука Golden, согласно сообщению Big Hit Music. Песня стала второй совместной работой Джонгука с американским автором-исполнителем Эндрю Уоттом и канадским продюсером Cirkut, после «Seven» в начале того же года. Официальный анонс сингла, включая точное время выхода, был опубликован на следующий день. На нем был изображен Джонгук в чёрном пиджаке и с цепью на сером фоне. Обложка сингла, состоящая из простых красных, синих и серых надписей на чёрном фоне, была представлена на стриминговых сервисах позже в тот же день.
Ремикс сингла с участием американского певца Ашера был выпущен 1 декабря 2023 года.

## Музыкальное видео
В клипе, снятом в Будапеште режиссёром Тану Муино, Джонгука преследует «загадочную роковую женщину», демонстрируя свои танцевальные навыки в сложной хореографии, которую он исполняет в различных местах с группой танцоров. В конце видеоролика Джонгука и женщина стоят лицом к лицу друг с другом.

## Живые выступления
Джонгук впервые исполнил песню «Standing Next to You» в сопровождении живой группы на вечеринке в честь выхода альбома Golden, организованной iHeartRadio 5 ноября 2023 года. Премьерное исполнение песни на американском телевидении состоялось 7 ноября в эфире шоу «Late Night with Jimmy Fallon». На следующий день певец исполнил её во время своего выступления на «Today Show» в рамках программы Citi Concert Series, а затем 9 ноября во время неожиданного сета из пяти песен, представленного на сцене TSX Entertainment на Таймс-сквер в Нью-Йорке; шоу было объявлено за 30 минут до начала и транслировалось через канал BTS на YouTube и канал Xbox на Twitch.

## Отзывы
| Критик/Публикация | Список                                 | Ранг | Ссылка |
| ----------------- | -------------------------------------- | ---- | ------ |
| Dazed             | Top 50 best K-pop tracks of 2023       | 28   | [ 16 ] |
| Grammy            | 15 K-Pop Songs That Took 2023 By Storm | N/A  | [ 17 ] |
| Los Angeles Times | The 100 Best Songs of 2023             | 25   | [ 18 ] |

## Награды
Песня «Standing Next to You» заняла первое место в эпизоде программы «M Countdown» от 9 ноября 2023 года.

## Список композиций
- CD-сингл, цифровые загрузки, стриминг

1. «Standing Next to You» — 3:26

- The Remixes — цифровые загрузки, стриминг

1. «Standing Next to You» — 3:26
2. «Standing Next to You» (Instrumental) — 3:22
3. «Standing Next to You» (Slow Jam Remix) — 3:16
4. «Standing Next to You» (PBR&B Remix) — 3:16
5. «Standing Next to You» (Latin Trap Remix) — 2:56
6. «Standing Next to You» (Holiday Remix) — 3:18
7. «Standing Next to You» (Future Funk Remix) — 3:17
8. «Standing Next to You» (Band version) — 3:24

## Чарты
| Чарт (2023)                             | Высшая позиция |
| --------------------------------------- | -------------- |
| Австралия (ARIA)                        | 33             |
| Австрия (Ö3 Austria Top 40)             | 51             |
| Бельгия/Фландрия (Ultratop 50)          | 43             |
| Канада (Billboard Canadian Hot 100)     | 30             |
| Германия (GfK)                          | 55             |
| Мир (Billboard Global 200)              | 1              |
| Ирландия (IRMA)                         | 19             |
| Индия India International Singles (IMI) | 2              |
| Индонезия (Billboard)                   | 2              |
| Япония (Japan Hot 100)                  | 12             |
| Япония (Digital Singles, Oricon)        | 5              |
| Литва (AGATA)                           | 2              |
| Нидерланды (Dutch Top 40)               | 31             |
| Нидерланды (Single Top 100)             | 71             |
| Новая Зеландия (Recorded Music NZ)      | 25             |
| Португалия (AFP)                        | 24             |
| Саудовская Аравия (IFPI)                | 4              |
| Сингапур (RIAS)                         | 2              |
| Словакия (Singles Digitál Top 100)      | 53             |
| Республика Корея (Circle)               | 6              |
| Швеция (Sverigetopplistan)              | 75             |
| Швейцария (Schweizer Hitparade)         | 35             |
| ОАЭ (IFPI)                              | 1              |
| Великобритания (UK Singles Chart)       | 6              |
| США (Billboard Hot 100)                 | 5              |

## Сертификации
| Регион                                                                      | Сертификация | Продажи |
| --------------------------------------------------------------------------- | ------------ | ------- |
| Канада (Music Canada)                                                       | Платиновый   | 80 000  |
| Данные о продажах + прослушиваниях приведены только на основе сертификации. |              |         |